# Erich Heinz Benedix
'Erich Heinz Benedix (ur. 13 sierpnia 1914 w Dreźnie, zm. 11 marca 1983 tamże) – niemiecki botanik i mykolog.

## Życiorys i praca naukowa
Studiował biologię na Politechnice w Dreźnie, w 1935 r. przeniósł się na Uniwersytet we Fryburgu, a od 1936 r. studiował na Uniwersytecie w Jenie. Już w czasach studenckich interesował się szczególnie mchami i grzybami. Podróżował tym czasie i zwiedzał wyspę Hiddensee, Alpy Bawarskie, Karpacką Ukrainę, Tatry Wysokie i Węgry.
W dysertacji pt. Indomalayische Cololejeuneen opisał 14 nowych gatunków rodzaju Cololejeunea. Podczas bombardowania Drezna w lutym 1945 r. Benedix został przygnieciony ruinami. Przeżył, ale z poważnymi niepełnosprawnościami fizycznymi. Pracę doktorską ukończył w 1947 roku. Wykładał mykologię na Uniwersytecie Technicznym w Dreźnie, następnie jako asystent naukowy w Instytucie Badań Roślin Uprawnych w Gatersleben, gdzie był zatrudniony w dziale taksonomii. Od tego czasu zajmował się głównie mykologią. Jego głównym obszarem badań mykologicznych była systematyka workowców tworzących owocniki. Ponadto był również znany z analizy grzybów Turyngii. W 1941 r. został członkiem Niemieckiego Towarzystwa Grzyboznawczego, a od 1957 do 1963 wraz z Hansem Kühlweinem piastował urząd redaktora Zeitschrift für Pilzkunde. W ten sposób. W 1954 roku Benedix założył w Dreźnie specjalistyczną grupę grzyboznawczą, aw 1954 i 1957 roku zorganizował międzynarodowe konferencje mykologów w Dreźnie, a w 1961 roku w Gatersleben. Benedix starał się również przekazać wiedzę o grzybach szerszej publiczności. Jego książki o grzybach wydane zostały w latach 1953, 1966 i 1972. Zebrane przez niego kolekcje grzybów są trzymane w Monachium, a okazy mchów w Jenie.
W naukowych nazwach utworzonych przez niego taksonów dodawane jest jego nazwisko Benedix.